# 静岡県立二俣高等学校
静岡県立二俣高等学校（しずおかけんりつ ふたまたこうとうがっこう）は、静岡県浜松市天竜区二俣町二俣にあった県立高等学校。
2014年（平成26年）、静岡県立天竜林業高等学校及び静岡県立春野高等学校とともに廃校となり、天竜林業高校校地に新設された静岡県立天竜高等学校に統合された。

## 沿革
- 1915年 - 静岡県磐田郡二俣町立実科高等女学校として開校
- 1919年 - 静岡県磐田郡二俣実科高等女学校と改称
- 1922年 - 静岡県磐田郡二俣町ほか12ヶ村組合立実科高等女学校と改称
- 1923年 - 静岡県二俣高等女学校と改称
- 1927年 - 県立移管、静岡県立二俣高等女学校と改称
- 1948年 - 静岡県立二俣高等学校と改称。定時制課程を設置
- 1949年 - 静岡県立二俣林業学校と統合し、普通部・農業部を設置
- 1950年 - 水窪分校（定時制）を設置
- 1951年 - 農業部が静岡県立天竜林業高等学校として分離
- 1955年 - 家庭課程を設置
- 1958年 - 定時制課程に商業課程を設置
- 1959年 - 水窪分校を静岡県立佐久間高等学校に移管
- 1960年 - 家庭課程を廃止
- 1963年 - 定時制課程商業科の募集を停止
- 1985年 - 定時制課程を廃止
- 2014年3月 - 静岡県立天竜林業高等学校、静岡県立春野高等学校との統廃合により閉校

二俣高校閉校前に修得した単位は、天竜高校開校後に修得した単位とみなすこととされたため、統合前の2014年3月時点で二俣高校に在学していた生徒は、静岡県立天竜高等学校の開校日に天竜高二俣校舎に転籍した扱いとなった。

### 交通アクセス
- 遠州鉄道鉄道線西鹿島駅より - 遠鉄バス「二俣・山東・秋葉山・春野総合事務所」行に乗車し、「二俣仲町」バス停にて下車
- 天竜浜名湖鉄道天竜二俣駅より - 徒歩

## 著名な卒業生
- 秋野不矩（画家）
- 青木康直（アニメーター）
- 安東能明（小説家）
- 内山佳保里（アテネオリンピック日本代表）
- 黒須康宏（ロイヤルホールディングス社長）